# Gurdzjaani
Gurdzjaani (georgiska: გურჯაანი) är en stad i regionen Kachetien i Georgien.
Staden ligger vid Alazanidalen 415 meter över havet, och 110 kilometer väster om Georgiens huvudstad Tbilisi. År 2014 hade staden 8 024 invånare. Staden är ett av centrumen för georgisk vinindustri. 

## Ekonomi
Gurdzjaani är ett centrum för vinindustrin med vinodling och vinframställning i Georgien. I Gurdzjaani finns fabriker som tillverkar vin, konserver, alkohol och tegelframställning. I staden finns även mekaniska reparationsanläggningar. 

## Kultur
Gurdzjaani har sex museer. Bland dessa är museet för lokal vetenskap och historia, och Nato Vatjnadzemuseet. Staden har även flera kyrkor, varav den mest kända är Jungfru Mariakyrkan, som byggdes under 1300-talet. Kyrkan är konstruerad med två kupoler, något som är unikt i landet. En annan kyrka, Kvelatsmindakyrkan (eller Qvelatsminda), byggd under 700-800-talet ligger även den i staden. Nära staden ligger även en historisk ler-kurresorten Achtala.